# Волфганг I фон Папенхайм
Волфганг I фон Папенхайм (на немски: Wolfgang I von Pappenheim; † 1558 в дворец Калден при Алтусрид) е императорски съветник и от 1539 г. имперски наследствен маршал на Папенхайм в Бавария.
Той е син на маршал на Вилхелм фон Папенхайм († 1508) и съпругата му Магдалена фон Рехберг († 1508), дъщеря на Албрехт фон Рехберг-Рамсберг († 1502) и Елизабет фон Елтер († 1475). Брат е на Йоахим фон Папенхайм (* 1490; † 16 октомври 1536 в Милано), Вилхелм фон Папенхайм († 1530 в Дания) и на Кристоф фон Папенхайм (* 1492; † 1539), епископ на Айхщет (1535 – 1539).
От 1539 г. Волфганг фон Папенхайм е най-старият от цялата фамилия фон Папенхайм и същата година получава господството от курфюрст Йохан Фридрих I от Саксония. През 1541 г. курфюрст Йохан Фридрих I му обещава пътят от Нюрнберг за Аугсбург да мивава през Папенхайм. Той е 16 години на служба при император Карл V и участва 1548 г. в Райхстага в Аугсбург. Той притежава дворците Ротенщайн, Калден и Ползинген. От 1554 г. Волфганг фон Папенхайм живее в дворец Калден, където и умира през 1558 г.
Епитафите на Волфганг и съпругата му Маргарета се намират в манастирската църква Св. Филип и Якоб в Бад Грьоненбах.

## Фамилия
Волфганг I фон Папенхайм се жени за Магдалена/Маргарета фон Рот († 1555). Те имат седем деца:
- Конрад фон Папенхайм (* 10 април 1534; † 30 юли 1603), умира в плен в Тюбинген, ландграф на Щюлинген, господар на Хьовен-Енген, женен за Катарина фон Ламберг (* 1541; † 25 октомври 1597)
- Волфганг II фон Папенхайм (* 27 октомври 1535 в дворец Ротенщайн; † 6 март 1585), женен за Магдалена фон Папенхайм († 24 юни 1602)
- Вилхелм III фон Папенхайм († 1550), умира в императорския двор във Виена без наследници и е погребан в църквата Св. Михаел във Виена
- Кристоф III фон Папенхайм (* 21 март 1538; † 13 януари 1569), умира в борба за хугенотите във Франция
- Филип фон Папенхайм (* 14 декември 1542; † 13 ноември 1619), въвежда реформацията в Грьоненбах, женен I. за Урсула фон Елербах, II. пр. 1560 г. за Анна фон Винебург-Байлщайн (* 1570; † 30 септември 1635), няма деца
- Магдалена фон Папенхайм, омъжена за Бернхард фон Елербах († пр. 1570)
- Вероника фон Папенхайм, омъжена за Фердинанд фон Фрайберг-Юстинген (* ок. 1525; † ок. 1580/1584)

- Герб на маршалите фон Папенхайм
- Герб на Папенхайм
- Останки от Калден
- Замък Ротенщайн, 1873